# Adamo d'Arogno
Adamo d'Arogno (Arogno, prop de 1130 - al voltant de 1240) va ser un arquitecte italià-suís.

## Biografia
Va viure entre els segles xii i xiii, procedent d'una família de mestres paletes. A ell se li atribueix el disseny de la Catedral de San Vigilio de Trento, l'encàrrec va ser realitzat pel príncep-bisbe Federico Vanga. La construcció va començar l'any 1212 i va continuar en col·laboració amb els seus fills i nets, com assenyala l'epígraf sepulcral de la família enterrada a l'edifici de la catedral.
A ell s'ha dedicat la plaça al sud de la catedral, una vegada cementiri, on va ser enterrat.